# Wienerfilharmonikernas nyårskonsert 1942

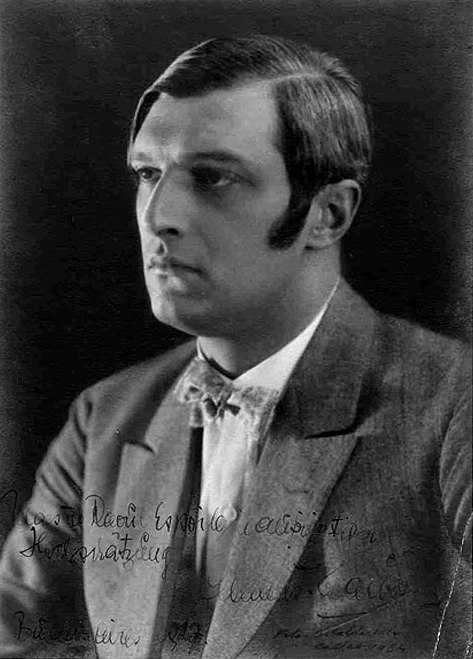
Clemens Krauss (1915).

Philharmonische Akademie den 1 januari 1942 i Musikvereins "Gyllene sal" i Wien betraktas som Wienerfilharmonikernas nyårskonsert 1942 och var enligt Wienerfilharmonikernas räkning den Andra nyårskonserten från Wien, även om denna benämning användes först efter 1945 med det nya och demokratiskt orienterade sättet i och med Wienerfilharmonikernas nyårskonsert 1946 lett av Josef Krips. Philharmonische Akademie dirigerades av Clemens Krauss.

## Historik
Strikt räknat var Philharmonische Akademie 1 januari 1942 ingen Wienerfilharmonikernas Nyårskonsert, eftersom det inte var förrän 1946 som Josef Krips introducerade denna titel, som därefter anammades. Orkesterns räkning knyter dock inte an till den demokratiska efterkrigstraditionen under Krips, utan inkluderar även de "nazistiska konserterna" av Philharmonische Akademie under åren 1941–1945 under Krauss och börjar räkningen med denna konsert från 1941. Det var för övrigt den tredje konserten som inträffade vid årsskiftet sedan starten 1939 även om den konserten gick av stapeln 31 december och benämndes som Außerordentliches Konzert (Extraordinär konsert).

## Program förPhilharmonische Akademie

### Konsertprogram
1. Johann Strauss den yngre: Neu-Wien, vals, op. 342* [1]
2. Johann Strauss den yngre: Annen-Polka, op. 117
3. Johann Strauss den yngre: Unter Donner und Blitz, Polka schnell, op. 325*
4. Johann Strauss den yngre: ’S gibt nur a Kaiserstadt, ’s gibt nur a Wien, Polka, op. 291*
5. Johann Strauss den yngre: Csárdás ur operan Ritter Pásmán, op. 441
6. Johann Strauss den yngre: Ouvertyr till operetten Die Fledermaus
7. Johann Strauss den yngre: Intågsmarsch ur operetten Der Zigeunerbaron, u. op.*
8. Johann Strauss den yngre: Kaiser-Walzer, op. 437
9. Johann Strauss den yngre och Josef Strauss: Pizzicato-Polka
10. Johann Strauss den yngre: Perpetuum mobile, musikalischer Scherz, op. 257

### Extranummer
- Johann Strauss den yngre: An der schönen blauen Donau, vals, op. 314*

Verkförteckningen och verkens ordning finns på Wienerfilharmonikernas webbplats.
De verk markerade med * stod för första gången på programmet till en Nyårskonsert.

## Se vidare
- Clemens Krauss, Dirigent
- Wienerfilharmonikerna